# Södra underhållsregementet
Södra underhållsregementet (Uhreg S) var ett lednings- och underhållsförband inom svenska Försvarsmakten som verkade åren 1994–2001. Förbandsledningen var förlagd i Kristianstads garnison i Kristianstad.

## Historik
Södra underhållsregementet bestod av flera olika förband som betjänade de två ursprungliga militärområdena Södra militärområdet (Milo S) och Västra militärområdet (Milo V). Den 1 juli 1993 sammanslogs de två militärområdena och bildade Södra militärområdet, vilket även resulterade i att materiel- och verkstadsförvaltningarna inom de båda militärområdena sammanslog den 1 juli 1994, och bildade Södra underhållsregementet.
Underhållsförbanden i Götaland härstammar från de centralmagasin, intendenturförråd, tygstationer, ammunitionsförrådsgrupper vilka Armén bildades i början av 1900-talets första hälft. År 1966 genomfördes en större omorganisation inom försvaret, där bland annat underhållstjänsten organiserad på tre enheter, tygförvaltning, intendenturförvaltning och verkstadsförvaltning. År 1976 sammanfördes tygförvaltningen och intendenturförvaltningen och bildade en materielförvaltningsenhet, för respektive militärområde. Underhållstjänsten inom ett militärområde bestod från 1976 av en verkstadsförvaltningen och en materielförvaltningen. Dock med Gotland som ett undantag, där tygförvaltningen och verkstadsförvaltningen kvarstod i sin organisation fram till 1982, då de uppgick i Gotlands militärkommando.
Med regeringens proposition 1989/90:139, föreslog regeringen för riksdagen att Övre Norrlands militärområdes materielförvaltnings (MF ÖN) och Övre Norrlands militärområdes verkstadsförvaltnings (VF ÖN) skulle sammanföras till Övre Norrlands militärområdes underhållsregemente. Propositionen antogs och den 1 oktober 1990 bildades det nya underhållsregementet, Övre Norrlands militärområdes underhållsregemente, vilket då fick det samlade ansvaret i Övre Norrland för underhållstjänsten i fred och krig, men även ansvar för utbildning i underhållstjänst. 
Genom regeringens proposition 1989/90:9 kom regeringen att föreslå för riksdagen att fortsätta reducera och omorganisera den operativa militärområdesledning. Bland annat med att Södra- och Västra militärområdet skulle sammanföras till ett militärområde, och därmed även sammanföra materiel- och verkstadsförvaltningarna i respektive militärområde.
Åren 1991–1993 reducerades antalet militärområden från sex till tre i två etapper, med den nya regionala militärområdes indelningen, kom även underhållstjänsten att påverkas. Vilket medförde att underhållstjänsten i Svealand och Götaland även fick samma organisation som antagits 1990 i Övre Norrland. Där även underhållsregementena tillfördes resurser från arméns etappregementsstaber och etappbataljoner.
Från den 1 juli 1994 var tre underhållsregementen organiserade, Norra underhållsregementet (Uhreg N), Mellersta underhållsregementet (Uhreg M), Södra underhållsregementet (Uhreg S), samt den fristående Underhållsgrupp Gotland. Den 1 januari 1998 tillfördes underhållsregementena förrådsavdelningarna ur arméns underhållsorganisation, samt viss förrådsverksamhet vid Flygvapnets Halmstadsskolor (F 14) i Halmstad och markteleresurser ur Västkustens marinkommando (MKV). Den 1 januari 1999 utökades underhållsregementenas verksamhetsområde, då underhållstjänstverksamhet vid marinens och flygvapnets förband överfördes till underhållsregementena.
De tre underhållsregementena samt underhållsgruppen upplöstes och avvecklades den 31 december 2001, och dess ansvar överfördes den 1 januari 2002 till det då nybildade Försvarsmaktens logistik (FMLOG).

### Historiska förband
Södra underhållsregementet bestod av flera olika förband som tillhört de två militärområdena Södra militärområdet (Milo S) och Västra militärområdet (Milo V), och vilka som sammanfördes 1993 i samband med sammanslagningen av de båda militärområdena.

#### Intendenturförvaltningar
Den 1 oktober 1966 organiserades Intendenturförvaltningar inom respektive militärområde. Dess uppgifter var bland annat förrådshållning av intendenturförnödenheter (till exempel kläder, mat, sjukvårdsutrustning) inom militärområdet. 1976 slogs Intendenturförvaltningarna samman med tygförvaltningarna i respektive militärområde och bildade materielförvaltningar.
| Beteckning | Namn                                          | Garnison               | Aktiv     | Kommentar           |
| ---------- | --------------------------------------------- | ---------------------- | --------- | ------------------- |
| IF S       | Södra militärområdes intendenturförvaltning   | Kristianstads garnison | 1966–1976 | Uppgick 1976 i MF S |
| IF V       | Västra militärområdets intendenturförvaltning | Karlsborgs garnison    | 1966–1976 | Uppgick 1976 i MF V |

#### Tygförvaltningar
Den 1 oktober 1966 organiserades Tygförvaltningar inom respektive militärområde. Dess uppgifter var bland annat förrådshållning av tygförnödenheter (till exempel vapen och ammunition) inom militärområdet. 1976 slogs Tygförvaltningar samman med Intendenturförvaltningar i respektive militärområde och bildade materielförvaltningar.
| Beteckning | Namn                                  | Garnison               | Aktiv     | Kommentar           |
| ---------- | ------------------------------------- | ---------------------- | --------- | ------------------- |
| TF S       | Södra militärområdes tygförvaltning   | Kristianstads garnison | 1966–1976 | Uppgick 1976 i MF S |
| TF V       | Västra militärområdets tygförvaltning | Karlsborgs garnison    | 1966–1976 | Uppgick 1976 i MF V |

#### Materielförvaltningar
Materielförvaltningar bildades 1976 genom en sammanslagning av Intendenturförvaltningarna och Tygförvaltningarna inom respektive militärområde. Dess uppgift var att förrådshålla inom militärområdet försvarsspecifika förnödenheter.
| Beteckning | Namn                                       | Garnison               | Aktiv     | Kommentar              |
| ---------- | ------------------------------------------ | ---------------------- | --------- | ---------------------- |
| MF S       | Södra militärområdes materielförvaltning   | Kristianstads garnison | 1976–1994 | Uppgick 1994 i Uhreg S |
| MF V       | Västra militärområdets materielförvaltning | Karlsborgs garnison    | 1976–1994 | Uppgick 1994 i Uhreg S |

#### Verkstadsförvaltningar
Den 1 oktober 1966 organiserades Verkstadsförvaltningar inom respektive militärområde. Dess uppgifter övertog man ifrån regementena och bestod i service och reparationer av tygmateriel inom militärområdet. Verkstadsförvaltningar var under åren 1966–1976 benämnda som Tygverkstadsförvaltningen. 
| Beteckning | Namn                                        | Garnison               | Aktiv     | Kommentar              |
| ---------- | ------------------------------------------- | ---------------------- | --------- | ---------------------- |
| VF S       | Södra militärområdes verkstadsförvaltning   | Kristianstads garnison | 1966–1994 | Uppgick 1994 i Uhreg S |
| VF V       | Västra militärområdets verkstadsförvaltning | Karlsborgs garnison    | 1966–1994 | Uppgick 1994 i Uhreg S |

#### Underhållsregementen
| Beteckning | Namn                       | Garnison               | Aktiv     | Kommentar            |
| ---------- | -------------------------- | ---------------------- | --------- | -------------------- |
| Uhreg S    | Södra underhållsregementet | Kristianstads garnison | 1994–2001 | Uppgick 2001 i FMLOG |

## Verksamhet
Södra underhållsregementet var ett kaderorganiserat krigsförband underställt militärbefälhavaren (MB S), och tillhörde Försvarsmaktens förbandstyp "Operativa lednings- och underhållsförband". Södra underhållsregementet lämnade stöd till armé-, marin- och flygstridskrafter avseende teknisk tjänst samt utförde kontroll avseende teknisk säkerhet beträffande ammunition och drivmedel vid förband inom Södra militärområdet och senare Södra militärdistriktet.
Förnödenhetsförsörjningen inom underhållstjänsten som genomfördes av miloförråden syftade till att täcka fastställda behov, reglera omhändertagande av förnödenheter samt bestämma avgången av förnödenheter. Den tekniska tjänsten inom underhållstjänsten genomfördes av miloverkstäder och markteleverkstäder som understödde krigsförbandens förmåga att lösa ställda uppgifter vad gällde materialunderhåll och tekniskt systemstöd.
Underhållsregementena var kaderorganiserade, det vill säga fredsanställd personal utgjorde stomme för krigsförbanden, underhållsgrupp och markteleunderhållsbataljon. Verksamheterna leddes av respektive regementschef och regementetsstab vilken också direkt ledde markteleunderhållsbataljoner. Respektive Underhållsgrupp leddes av en underhållsgruppchef och stab bestod av följande enheter:
- Miloreparationskompanier
- Miloverkstadskompanier
- Miloförrådskompanier
- Miloförsörjningskompanier.
- Transportkompanier

## Förläggningar och övningsplatser
I samband med att materiel- och verkstadsförvaltningarna för i Södra- och Västra militärområdet sammanfördes till Södra underhållsregementet, kom dess stabsort att förläggas till Kristianstad. Det efter att stabsorterna tidigare utgjorts av Karlsborg och Kristianstad. I Kristianstad hade Södra underhållsregementet sin stab i Stora kronohuset. Byggnaden uppfördes åren 1840–1841, och kom att delas av Hovrätten över Skåne och Blekinge med Wendes artilleriregemente. År 1917 lämnade Hovrätten byggnaden, och 1953 lämnade Wendes artilleriregemente byggnaden. Åren 1953–1966 var Södra militärområdesstaben förlagd till byggande. Åren 1966–1975 var staben för Kristianstads försvarsområde (Fo 14) förlagda i byggnaden. Åren 1975–1994 kom staberna för Södra militärområdes tygförvaltning (TF S), Södra militärområdes materielförvaltning (MF S) vara förlagda i byggnaden. År 1994 övertogs byggnaden av Södra underhållsregementet, som verkade där fram till 31 december 2001. Efter att Södra underhållsregementet upplöstes den 31 december 2001, som övergick verksamheten till en avvecklingsorganisation. Den 30 september 2002 löpte Försvarsmaktens hyreskontrakt ut, samtidigt som Försvarsmakten lämnade byggnaden. Vid lämnandet överräcktes nycklarna under en ceremoni tillsammans med en svensk flagga till fastighetsägaren Norrporten. Kvar i byggnaden med en militär anknytning är den före detta officersmässen som drivs av Militärsällskapet i Stora Kronohuset (MISK).
Utöver staben i Kristianstads garnison hade Södra underhållsregementet verksamheter på ett flertal platser i Götaland. Miloverkstäder: Karlsborg, Skövde, Halmstad, Hässleholm. Miloverkstadsavdelning: Hässleholm, Revingehed. Varv: Karlskrona. Markteleverkstad: Kristianstad. Markteleverkstadsavdelning: Skövde, Göteborg, Halmstad, Karlskrona. Miloförråd: Karlsborg, Skövde, Såtenäs, Håkantorp, Ljung, Göteborg, Tenhult, Eksjö, Halmstad, Moheda, Räppe, Ronneby, Hässleholm, Ängelholm, Karlskrona, Revingehed. Utöver dessa centrala verkstäder och förråd ansvarade Underhållsregementet för samtliga mobiliseringsförråd inom militärområdet.

## Heraldik och traditioner
I samband med att Södra underhållsregementet upplöstes och avvecklades, instiftades 2001 Södra underhållsregementets minnesmedalj i silver (UhregSMSM).

## Förbandschefer
Förbandschefen titulerades regementschef och hade åren 1994–2000 tjänstegraden överste av första graden.
- 1994–2000: Överste av första graden Ebbe Persson
- 2000–2001: Överstelöjtnant Bengt Alvland [e]

## Namn, beteckning och förläggningsort
| Södra underhållsregementet           | 1994-07-01 | – | 2001-12-31 |
| Avvecklingsorganisation Kristianstad | 2002-01-01 | – | 2002-09-30 |

| Uhreg S | 1994-07-01 | – | 2001-12-31 |

| Kristianstads garnison (F) | 1994-07-01 | – | 2002-09-30 |

## Galleri

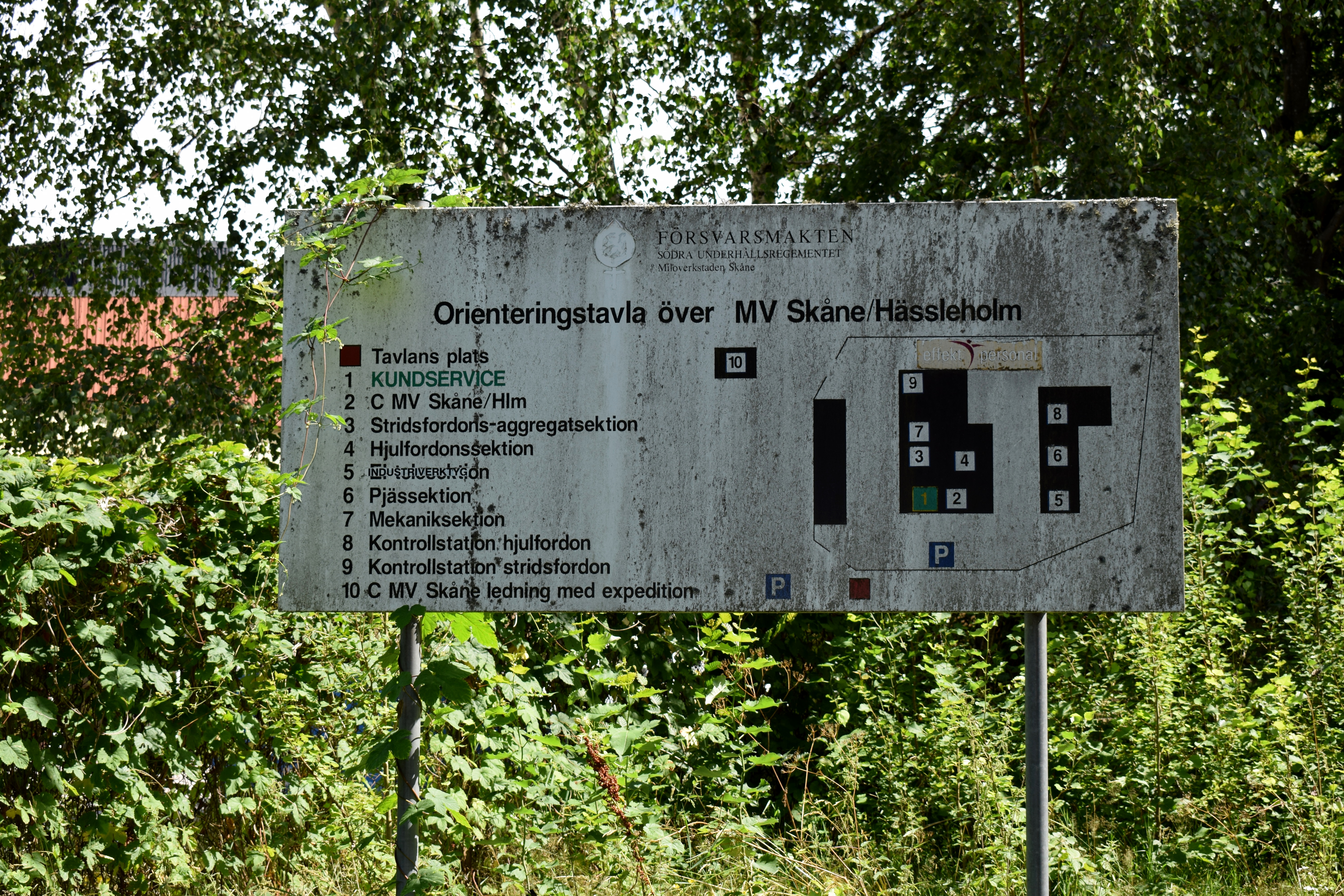
Orienteringstavla över verksamheten vid Hässleholms garnison.
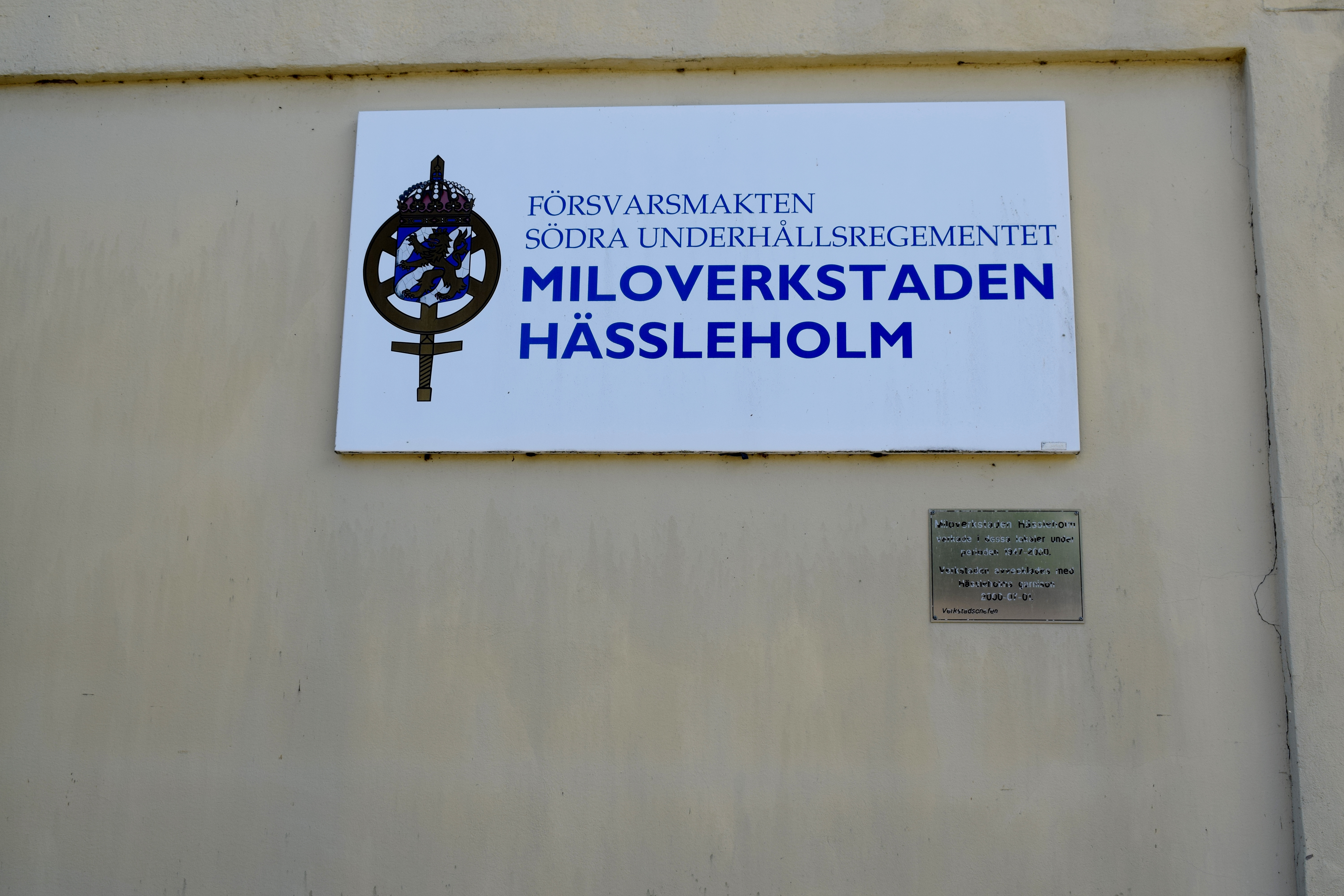
Stridsvagnsverkstaden i Hässleholm.
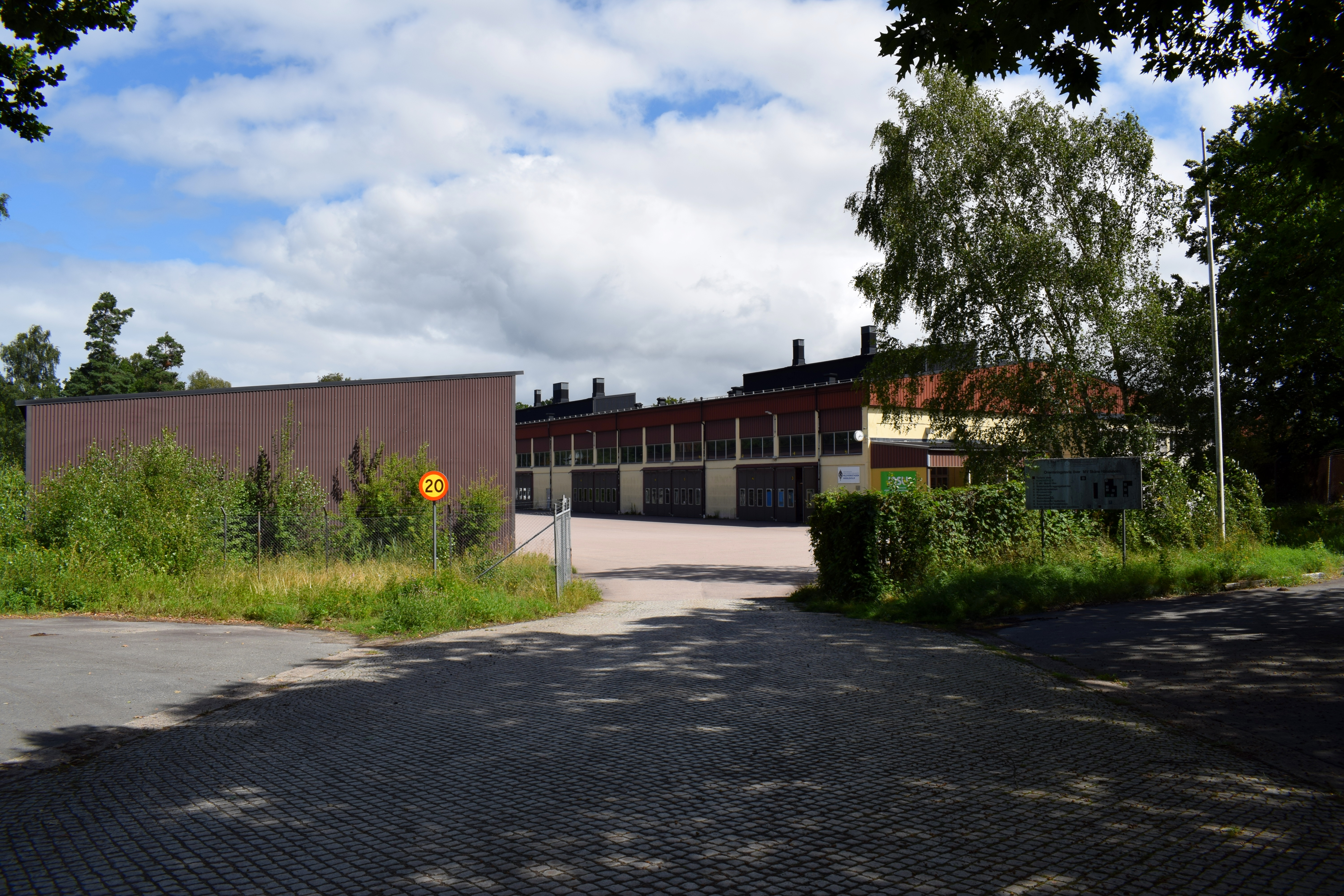
Stridsvagnsverkstaden i Hässleholm.
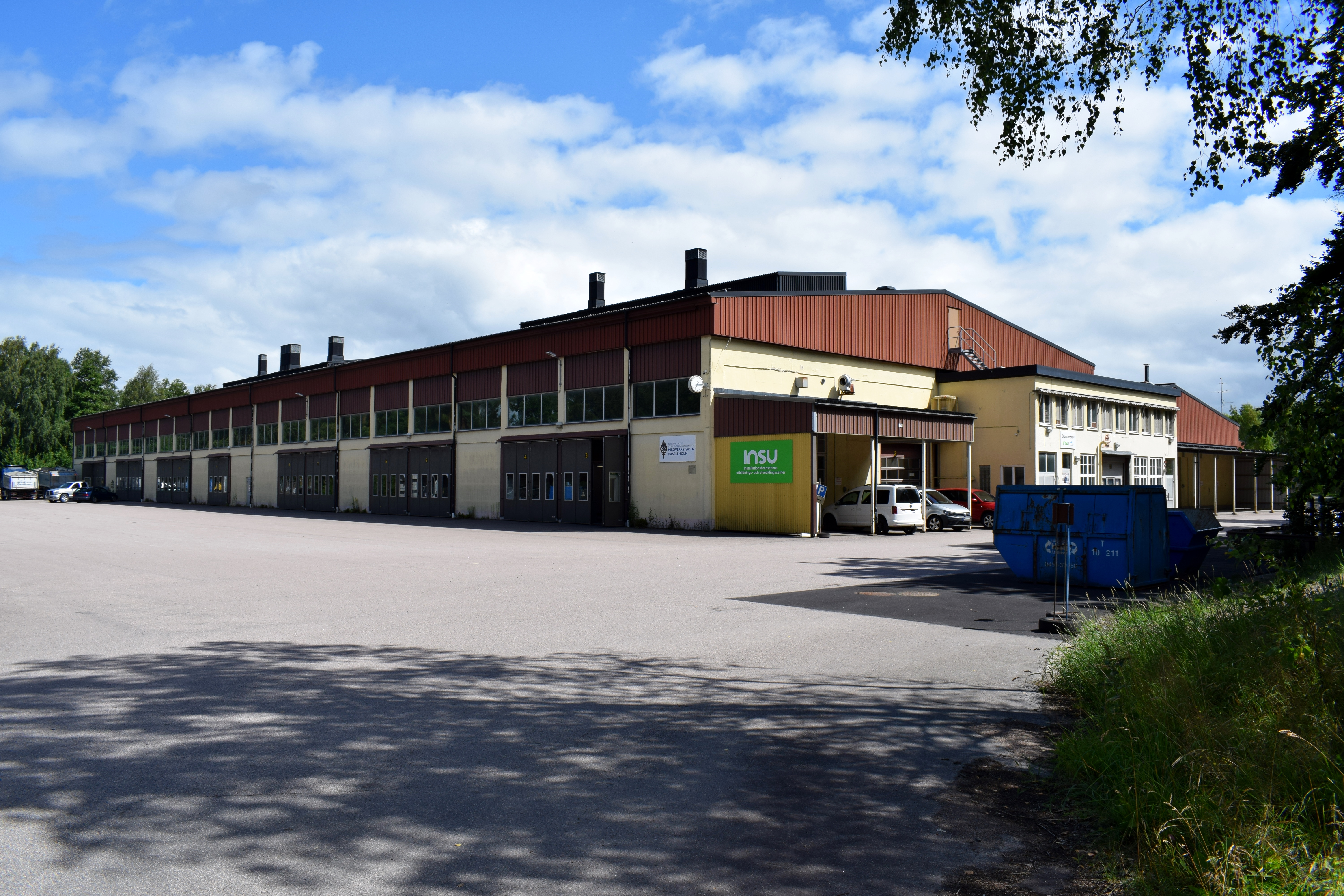
Stridsvagnsverkstaden i Hässleholm.